# Jody Villan
Jody Villan (Amsterdam, 24 december 1986) is een Nederlands voetballer die van 2008 tot 2010 uitkwam voor AZ.

## Carrière
Villan begon haar voetbalcarrière bij sc Buitenveldert, waarna ze de overstap maakte naar Fortuna Wormerveer. In 2008 vertrok ze naar AZ om te gaan spelen in de Eredivisie.

## Erelijst
- Landskampioen: 2009, 2010 (AZ)

## Statistieken
| Seizoen | Club   | Land      | Competitie | Wedstrijden | Doelpunten |
| ------- | ------ | --------- | ---------- | ----------- | ---------- |
| 2008/09 | AZ     | Nederland | Eredivisie | 17          | 0          |
| 2009/10 | AZ     | Nederland | Eredivisie | 20          | 0          |
| Totaal  | Totaal | Totaal    | Totaal     | 37          | 0          |

Laatste update 20 mei 2010 16:38 (CEST)